# Sự sống nhân tạo
Sự sống nhân tạo là một khái niệm còn khá mới mẻ, so với trí tuệ nhân tạo dường như ít được sự quan tâm của giới khoa học do chưa có một định nghĩa rõ ràng để miêu tả đầy đủ khái niệm này. Ranh giới giữa trí tuệ nhân tạo và sự sống nhân tạo rất khó xác định. Được hiểu là một khái niệm liên quan giữa khoa học máy tính và sinh học. 
Liên ngành này được đặt tên bởi Christopher Langton, một nhà khoa học máy tính người Mỹ năm 1986. Có ba loại sự sống nhân tạo chính, được đặt tên theo cách tiếp cận:  mềm, từ phần mềm; cứng, từ phần cứng máy tính; và ướt, trong hóa sinh. Sự sống nhân tạo bắt chước sinh học truyền thống bằng cách cố gắng "tạo ra"  một số khía cạnh nào đó của các hiện tượng sinh học.  Thuật ngữ "trí tuệ nhân tạo" thỉnh thoảng cũng được xem là sự sống mềm.

## Lịch sử
Một thành tựu lớn gần đây của giới khoa học Craig Venter và các cộng sự của ông tổng hợp nhiễm sắc thể nhân tạo từ hóa chất trong phòng thí nghiệm chứa 318 gen và 580.000 cặp liên kết đôi. Nó được cấy vào để kiểm soát tế bào vi khuẩn sống, hình thành thực thể sống nhân tạo đầu tiên trên thế giới. Như vậy, tế bào này không hoàn toàn nhân tạo mà có một phần sự sống tự nhiên, và có khả năng nhân bản.

## Phản ứng
Giới chuyên môn đánh giá thành tựu này không khác nào "con dao hai lưỡi", một mặt có thể giúp ích cho con người trong việc phát triển các loại thuốc mới chữa nhiều bệnh hiểm nghèo như tiểu đường, ung thư, các bệnh thần kinh..., nhưng mặt khác cũng có thể trở thành "cơn ác mộng tồi tệ nhất đối với nhân loại" một khi bị dùng vào mục đích xấu như phát triển vũ khí sinh học nó sẽ gây ra những hậu quả rất nguy hiểm.Mặc dù vậy, thành tựu mới của Tiến sĩ Venter vẫn được công nhận là bước ngoặt lớn trong lịch sử nghiên cứu khoa học. Trong một tương lai xa khi khoa học máy tính mô phỏng các hệ thống sống phức tạp sau đó xuất hiện sự sống nhân tạo cùng với đó cho ra đời các rô bốt thông minh suy nghĩ giống con người. Điều đó có thực sự xảy ra hay không. Còn quá nhiều câu hỏi cần lời giải đáp.